# Кобу ґаттай
Ко́бу ґатта́й (яп. 公武合体, こうぶがったい, «аристократично-самурайський союз») — політична ідея та суспільний рух в Японії наприкінці періоду Едо.

## Короткі відомості
Ідея кобу ґаттай полягала в утворенні союзу аристократичного Імператорського двору та самурайського сьоґунату Токуґава. Метою союзу було спільне керування країною задля її захисту від потенційної агресії Заходу, реформування дійсної системи управління та оновлення самого сьоґунату. Ідея такого союзу була популярною серед представників поміркованої столичної аристократії, консервативного самурайства та культурних діячів, які перебували в опозиції радикальній антиурядовій та антиіноземній течії сонно дзьої. 
Після інциденту біля воріт Сакурада 1860 року, першим кроком з реалізації ідеї союзу став шлюб принцеси Кадзуномія, доньки Імператора Нінко, із сьоґуном Токуґавою Іємоті. Проте відсутність чіткого плану подальших дій прибічників союзу завело їх у безвихідь. Врешті-решт, наростання антисьогунатівських настроїв в країні спричинили повалення сьоґунату та реставраці Мейдзі 1868 року. Сама ідея союзу була похована в ході громадянської війни 1868 — 1869 років.